# Un orage de printemps
Un orage de printemps (The National Tree) est un téléfilm canadien réalisé par Graeme Campbell, diffusé aux États-Unis le 28 novembre 2009 sur Hallmark Channel.

## Fiche technique
- Titre original : The National Tree
- Réalisation : Graeme Campbell
- Scénario : J.B. White
- Photographie : François Dagenais
- Musique : Ian Thomas
- Pays : États-Unis, Canada
- Durée : 88 minutes

## Distribution
- Andrew McCarthy : Corey Burdock
- Evan Williams : Rock Burdock
- Kari Matchett : Faith Russell
- Paula Brancati : Katie Coyle
- Emily Andrews : Stephanie
- Jayne Eastwood : Lana
- Vasanth Saranga : Ash
- Jean Daigle  : Eddie
- Kristina Nicoll : Belinda
- Amanda Joy Lim : Ming